# امرأة (طريقة كتابة)
امرأة (Womyn) تعتبر كلمة وومين واحدة من عدة بدائل لغوية تستخدمها بعض النسويات بما فيها المفرد والجمع في اللغة الإنجليزية. ويفضلها الكتاب باعتبارها لفظ بديل يعبّر عن استقلال المرأة ورفض التقاليد التي تنسب الكلمة لغويا إلى المصطلح الذكوري (Women حيث men تشير إلى الرجال بالإنجليزية) فهذه التهئجة البديلة تجنب إلحاق لفظ امراه بالرجل.
تاريخيا، كانت «وومين» وغيرها من المتغيرات الإملائية مرتبطة باللهجات الإقليمية (مثل الاسكتلنديين) واللهجة العين (مثل الأمريكية الأمريكية).

## فياللغة الإنجليزية القديمة
المراة في الأساس
كانت كلمة رجل (man) محايدة من ناحية مدولوتها على الجنس في اللغة الإنجليزية. وكان أحد معانيها مشابها للاستخدام الإنجليزي الحديث ل «واحد» كضمير لأجل غير مسمى (مقارنة مع الجنس البشري (رجل + نوع)، وهو ما يعني الجنس البشري. واستخدمت الكلمات ور وويف، عند الضرورة، لتحديد رجل أو امرأة، على التوالي. الجمع بينهما في الرجل أو الرجل ويف أعرب عن مفهوم «أي رجل» أو «أي امرأة». وقد اقترح بعض الكتاب النسويين أن هذا الاستخدام الأكثر تماثلا يعكس مفاهيم أكثر مساواة بين الجنسين في ذلك الوقت.

## القرن الثامن عشر والقرن التاسع عشر وبدايات القرن العشرين
مصطلح ويمين اعتبره جورج ب. كراب (توفي عام 1934)، وهو عالم أمريكي من اللغة الإنجليزية، ليكون لهجة العين، والأسلوب الأدبي لاستخدام هجاء غير قياسي يعني متضمنا نطق كلمة معينة هي في الواقع القياسية. يشير التهجئة إلى أن حرف الحرف عموما هو لهجة، أجنبية، أو غير متعلمة. هذا الشكل من الهجاء الغير قياسي يختلف عن الآخرين في أن الاختلاف في الهجاء لا يشير إلى اختلاف في نطق الكلمة. وهذا هو، لهجة للعين بدلا من الأذن. وهو يشير إلى أن الحرف "سوف يستخدم النطق
وظهرت كلمة وومين على أنها اسكتلندية أقدم هجاء المرأة في الشعر الإسكتلندي جيمس هوج. ظهرت كلمة ويمين في الاداءات القرن 19 من اللغة الإنجليزية الأمريكية السوداء، دون أي أهمية النسوية.
تاريخيا، كانت «وومين» وغيرها من المتغيرات الإملائية مرتبطة باللهجات الإقليمية (مثل الاسكتلنديين) واللهجة العين (على سبيل المثال، الأمريكية الأمريكية).

## الاستخدام الحالي في الولايات المتحدة
تعتبر كلمة وومين  هي واحدة من عدة بدائل لغوية تستخدمها النسويات بما فيها المفرد والجمع.ويفضلها الكتاب باعتبارها لفظ بديل يعبر عن استقلال المرأة ورفض التقاليد التي تنسب الكلمة لعويا إلى المصطلح الذكوري فهذه التهئجة البديلة تجنب الحاق لفظ امراة بالرجل
استخدام «وومين» كتهجئة نسوية للنساء (مع وومن في شكل المفرد) ظهرت لأول مرة في الطباعة في عام 1976 مشيرا إلى أول مهرجان ميشيغان ومين الموسيقى.
زودت بودابست استخدام كلمة ويمين (وومون المفرد) في سبيعينيات القرن العشرين بوصفها جزءا من حركة ويكا دايانية، التي تدعي أن النظام الأبوي في الوقت الحاضر يمثل سقوطا من العصر الذهبي الذكوري. 

## الاستخدام الحالي في المملكة المتحدة
ابتكر الكاريكاتير فيز الساخر البريطاني، شخصية خيالية تدعى يلي تانت، 

غالبا ما تستخدم مصطلح ويمين عند مناقشة حقوق المرأة.

## نقد
قد تم انتقاد هذه الكلمة من قبل الناشطين عبر [الذين؟] بسبب استخدامها في دوائر نسائية راديكالية عبر استبعاد النساء ع
```
من تحديدهم في فئة «المرأة» وبالتالي منعهم من الوصول إلى المساحات والموارد للمرأة
```